# La Chose (roman)
Pour les articles homonymes, voir La Chose.
La Chose (titre original : Who Goes There?) est un roman court de science-fiction horrifique de l'écrivain américain John W. Campbell écrit sous le nom de plume de Don A. Stuart et publiée en août 1938 dans le magazine Astounding Science Fiction. Il a été traduit en français une première fois par Alain Glatigny en janvier 1955 sous le titre La Bête d'un autre monde dans le recueil de nouvelles Le ciel est mort paru aux éditions Denoël dans la collection Présence du futur. Les éditions Le Bélial' rééditent l'œuvre dans un ouvrage dédié en 2020 dans la collection Une heure-lumière avec une nouvelle traduction effectuée par Pierre-Paul Durastanti.
Adaptée plusieurs fois dans différents médias, notamment le cinéma avec La Chose d'un autre monde en 1951, The Thing de John Carpenter en 1982 et sa préquelle du même titre en 2011, elle a également influencé divers auteurs et scénaristes.

## Résumé
En Antarctique, une équipe de scientifiques découvre sous la glace un vaisseau spatial extraterrestre qui s'est écrasé là il y a vingt millions d'années. Après la destruction accidentelle de l'astronef, ils ramènent au camp de base, pris dans un bloc de glace, le corps de l'un des occupants du vaisseau. D'un aspect effrayant, celui-ci est, contre toute attente, toujours vivant et se réveille une fois décongelé. Les scientifiques découvrent avec horreur qu'il est capable de prendre autant de fois qu'il le veut l'apparence de n'importe quel être vivant, animal ou humain, en l’assimilant, et de copier fidèlement sa personnalité grâce à la télépathie dont il est doué.
Dans une ambiance paranoïaque, les membres de l'équipe se méfient l'un de l'autre, ignorant si la personne à qui ils parlent est un humain ou  une copie, et se surveillent en permanence.
Les hommes assimilés par l'extraterrestre sont démasqués grâce à un test sanguin imaginé par le commandant en second, McReady. Ce dernier s'est rendu compte que chaque particule de la créature possède son individualité propre. Ainsi les échantillons de sang copié mis au contact d'un bout de métal incandescent ont une réaction de défense violente, tandis que le sang humain reste bien sûr inerte.
Les faux humains sont tous éliminés en étant électrocutés puis brûlés. Il était temps, car l'un d'entre eux, qui avait été placé en isolement, venait d'achever, au nez et à la barbe de tous, la construction d'un appareil antigravité qui l'aurait emmené au-delà de l'Antarctique.

## Version plus longue
En 2018, le manuscrit d'une version plus longue et antérieure à la publication de la novella a été découvert par l'auteur et biographe américain Alec Nevala-Lee (en) alors qu'il effectuait des recherches sur John W. Campbell et d'autres auteurs de l'âge d'or de la science-fiction.
Intitulé Frozen Hell, ce véritable roman a été publié grâce à une campagne de financement participatif lancée sur Kickstarter.

## Distinctions
En 1973, l'organisation Science Fiction and Fantasy Writers of America élit La Chose parmi les « histoires de science-fiction les plus influentes, importantes et mémorables jamais écrites ».
En 2014, La Chose reçoit rétrospectivement le prix Hugo du meilleur roman court 1939.

## Adaptations

### Cinéma
- 1951 : La Chose d'un autre monde (The Thing from Another World) de Christian Nyby et Howard Hawks.
- 1972 : Terreur dans le Shanghaï express (Pánico en el Transiberiano alias Horror Express) de Eugenio Martin (libre adaptation à la source non créditée).
- 1982 : The Thing de John Carpenter.
- 2011 : The Thing de Matthijs van Heijningen Jr..

### Bande dessinée
- 1976 : Who Goes There? de Arnold Drake et Jack Abel in Starsteam no 1[7].
- 1991 - 1992 : The Thing from Another World de Chuck Pfarrer et John Higgins (2 tomes)[8].
- 1992 : The Thing from Another World : Climate of Fear de John Arcudi et Jim Somerville (4 tomes)[9].
- 1993 - 1994 : The Thing from Another World : Eternal Vows de David De Vries et Paul Gulacy (4 tomes)[10].

### Série télévisée
- 1952 : La Machine (The Machine), épisode 18 de la saison 2 de la série télévisée américaine Tales of Tomorrow[11].

### Radio
- 1958 : dans l'émission Exploring Tomorrow sous le titre The Escape, raconté par John W. Campbell lui-même[12].
- 2002 : dans l'émission Chillers de BBC Radio 4, adapté par Mike Walker[12].
- 2013 : dans l'émission Suspense, adapté par John C. Alsedek et Dana Perry-Hayes[12].

### Jeu
- 2018 : Who Goes There?, jeu de plateau[13].

## Impact culturel

### En littérature
Dans son anthologie Before the Golden Age, Isaac Asimov décrit La Chose comme une réécriture d'une autre nouvelle de Campbell publiée en décembre 1936 dans Thrilling Wonder Stories intitulée The Brain Stealers of Mars qui possède un ton humoristique.
L'écrivain canadien A. E. van Vogt a déclaré s'être inspiré de La Chose pour sa nouvelle Le Caveau de la bête (Vault of the Beast) publiée en 1940.
En 2010, l'auteur canadien Peter Watts a publié la nouvelle Les Choses (The Things), racontant l'histoire du point de vue de la créature extraterrestre.

### Au cinéma et à la télévision
Selon le journaliste américain David Denby les films L'Invasion des profanateurs de sépultures (Invasion of the Body Snatchers) réalisé par Don Siegel en 1956 et Alien réalisé par Ridley Scott en 1979, ont pu être influencés par La Chose.
L'histoire de Campbell est la principale inspiration du huitième épisode de la saison 1 de la série télévisée X-Files : Aux frontières du réel intitulé Projet Arctique (Ice).
Elle est également une source d'inspiration du dernier épisode de la saison 3 de la série télévisée Star Trek: Deep Space Nine intitulé L'Adversaire (The Adversary), même si les auteurs du scénario citent plutôt le film La Chose d'un autre monde.